# Minnie Cumnock Blodgett
Minnie Cumnock Blodgett (1862-1931) graduada de Vassar Universidad en 1884, más tarde fue una administradora (1917-1931). Era la madre de Katharine Blodgett Hadley (VC '20) quién también fue administradora de Vassar (1942-1954), y presidenta del Consejo Directivo (1945-1952).
Su marido, John W. Blodgett, construyó su propiedad, la cual nombraron Brookby, donde hicieron su hogar en Grand Rapids.

## Vassar College y programa de euténica
Después del deceso de Ellen Swallow Richards en 1911, Julia Lathrop (1858–1932), otra distinguida alumna de Vassar, continuó promoviendo el desarrollo de un programa interdisciplinario en euténica en la universidad.  Lathrop pronto se agrupó con la alumna Minnie Cumnock Blodgett, quién con su marido, John W. Blodgett, ofreciendo soporte financiero para crear un programa de euténica en el Vassar College. La planificación de currículos, sugerido por el rector de Vassar Henry Noble MacCracken en 1922, empezó seriamente en 1923.
En 1925, a través de un regalo de $ 550.000 de la donante Blodgett, se fundó el Instituto de Euténica en Vassar.  Su objetivo era "suministrar conocimiento científico de los problemas complejos de ajuste entre individuos y el entorno, enfatizando entre casa y familia." El historiador de Vassar, Colton Johnson notó "El regalo de Blodgett fue el regalo más grande dado al Universitario después de que Matthew Vassar diera $ 408.000 en 1861 para dar comienzo a la Universidad ... Su intención era traer al currículo universitario un curso para estudiar específicamente diseñado alrededor de las ideas de Ellen Swallow Richards."

## Fallecimiento
Minnie murió de repente por enfermedad del corazón el 13 de octubre de 1931 en su suite en El St. Regis Hotel, Nueva York, NY. Allí atendía reuniones de dos organizaciones de salud y para visitar a su hija y yerno.  Según su necrología en el New York Times, era directora de la Asociación de Estudio del Niño, la Organización Nacional para Salud Pública Nursing, y miembro del Comité Nacional en Higiene Mental. Era hija de Alexander G. Cunnock [sic] de Lowell, Mass. También fue presidenta del D.A. Blodgett Casa para Niños, y con un asiento en el Consejo Directivo de Administración del Vassar College.

## Descendientes
Los descendientes incluyen:
- John Wood Blodgett, Jr., casado con Sally Reed Gallagher, de Milton, MA, el 28 de septiembre de 1939. Fue a St. Mark's School en Southboro, y se graduó en Harvard en 1923.[4]
- Kathrine Cumnock Blodgett Hadley, casada con Morris Hadley, el 12 de julio de 1919.[5]
- John Wood Blodgett Hadley (1930 - 1994) casada con Katrina Boyden Hadley (1930-1969) sepultada en Blodgett Plot.[6]

## Archivos familiares de Blodgett
Según Hallazgo de Blodgett papeles Familiares, 1872-1953 resúmenes en Bentley Biblioteca Histórica dentro de la Universidad de Míchigan Biblioteca Digital, los archivos contienen:

## Otras lecturas
- Domínguez, Juan Bautista (2011). Dominguez, Juan Bautista (2011). «Blodgett structure reveals history of VC euthenics». admin.collegepublisher.com. Miscellany News. Archivado desde el original el 6 de septiembre de 2013. Consultado el 5 de septiembre de 2013. Dominguez, Juan Bautista (2011). «Blodgett structure reveals history of VC euthenics». admin.collegepublisher.com. Miscellany News. Archivado desde el original el 6 de septiembre de 2013. Consultado el 5 de septiembre de 2013. Dominguez, Juan Bautista (2011). «Blodgett structure reveals history of VC euthenics». admin.collegepublisher.com. Miscellany News. Archivado desde el original el 6 de septiembre de 2013. Consultado el 5 de septiembre de 2013.